# Phyllagathis longearistata
Phyllagathis longearistata är en tvåhjärtbladig växtart som beskrevs av Chieh Chen. Phyllagathis longearistata ingår i släktet Phyllagathis och familjen Melastomataceae. Inga underarter finns listade i Catalogue of Life.